# Хват (мера за дужину)
Хват је старинска мера за дужину и износи 1,89648384 метара, заокружује се на 1,8965 m. Јединица хват је идентична Аустријској јединици "Wiener Klafter", и представља 6 бечких стопа (1 бечка стопа = 0,31608064 метара). Аустријски систем мера се користио у Војводини када је била део Аустроугарског царства до 1918. године, али су земљишне књиге вођене по истом систему мера током Краљевине Југославије и после Другог светског рата. Тако да се називи ланац, јутро и хват још увек користе у Војводини у одређивању површине неке њиве од стране земљорадника.
Квадратни хват је према томе 3,596712 m².